# وحدة اتزان الهاتف

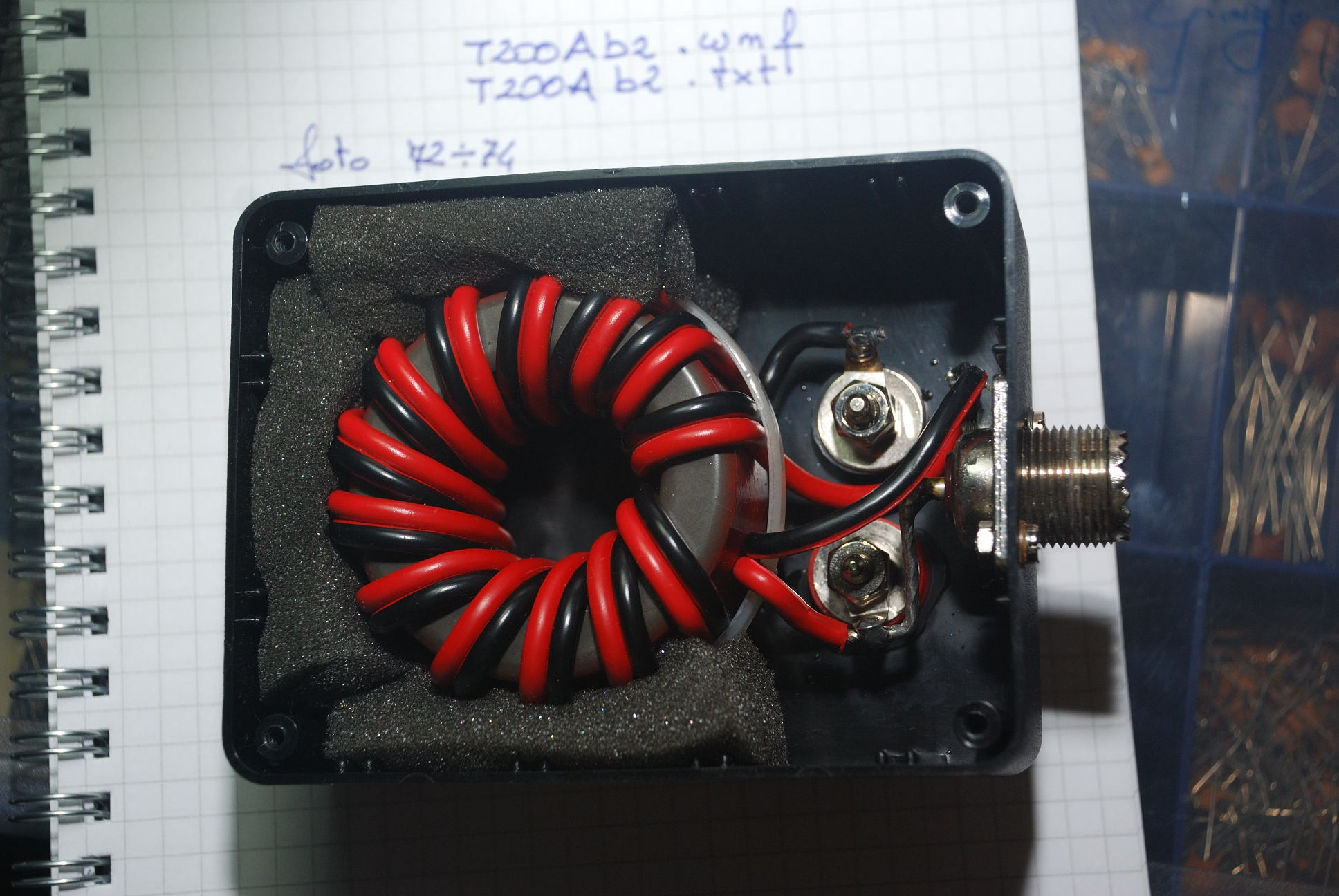

وحدة اتزان الهاتف (TBU) هي جهاز لتحويل موجة صوتية غير متزنة محمولة على خط تليفون نحاسي إلى موجة صوتية متزنة، حيث أنها سوف تجرد من مكونات التيار المستمر (مثل إشارات رنين أو خط كهرباء) .
مصطلح وحدة اتزان الهاتف يستخدم عادة في المملكة المتحدة . ولكن مصطلح (هجين الهاتف) يستخدم بكثرة في الولايات المتحدة، كما يطلق علي هذه الأجهزة (بالن) بواسطة المستخدمين لها .
يستخدم هواة الراديو أجهزة شبيهة لها للتوصيل بين الكابل المحوري والكابل الثنائي، حيث تقوم متاجر التليفزيون ببيعهم للتوصيل بين الكابل الثنائي من هوائي خارجى بالكابل المحوري داخل التليفزيون .
كلمة هجين أو بتعبير أكثر دقة هجين الهاتف يستخدم عن طريق هواة الراديو لعمل وصلة هاتفية لتوصيل الراديو بنظام الهاتف، حيث تواجههم بشكل أكثر شيوعًا داخل محطات الراديو, حيث تحتاج إلى إضافة صوت الجمهور إلى السلسلة الإذاعية وبيئات الأخبار، وبالتالى يقوم المراسلون بإذاعة تقريرهم .